# 拉娜·格林
拉娜·格林（英語：Lana Gehring，1990年8月21日—）生于芝加哥，是美国著名的女子短道速滑运动员。

## 职业生涯
2012年世界短道速滑锦标赛中，格林获得3000米接力银牌和500米铜牌。